# Półgrupa relacji binarnych
Półgrupa relacji binarnych – półgrupa wszystkich relacji binarnych pewnego zbioru z działaniem ich składania. Dla zbioru skończonego mocy {\displaystyle n} jest ona izomorficzna z półgrupą macierzy logicznych typu {\displaystyle n\times n} z działaniem ich mnożenia. Zbiór wszystkich relacji binarnych określonych na zbiorze {\displaystyle X} oznacza się symbolami {\displaystyle {\mathcal {B}}_{X}} lub {\displaystyle {\mathcal {B}}(X).}
Półgrupy relacji binarnych nie mają dobrych własności: dla {\displaystyle |X|>2} nie są one regularne; idempotenty półgrupy relacji binarnych nie tworzą żadnej z ogólnie znanych klas relacji. Każdy praporządek jest idempotentem, a każdy idempotent półgrupy relacji binarnych musi być relacją przechodnią. Istnieją jednak relacje idempotentne niebędące praporządkami oraz relacje przechodnie, które nie są idempotentami. Warunkiem koniecznym i dostatecznym na to, by relacja {\displaystyle R} na zbiorze {\displaystyle X} była idempotentna, jest jej jednoczesna przechodniość i interpolatywność (dla dowolnych {\displaystyle a,b\in X} relacja {\displaystyle R(a,b)} pociąga istnienie takiego {\displaystyle x\in X,} dla którego {\displaystyle R(a,x)} oraz {\displaystyle R(x,b)}). Powyższe dwie własności można scharakteryzować w następujący sposób:
{\displaystyle R\circ R\subseteq R} wtedy i tylko wtedy, gdy {\displaystyle R} jest przechodnia
oraz
{\displaystyle R\circ R\supseteq R} wtedy i tylko wtedy, gdy {\displaystyle R} jest interpolatywna.